# NGC 3405-1
NGC 3405-1 في الفهرس العام الجديد، هي مجرة، تقع في كوكبة الأسد.  وقد أضيفت لا حقًا إلى الفهرس العام الجديد.

## روابط خارجية
- NGC 3405-1 على موقع ويكي سكاي: DSS2, SDSS, GALEX, IRAS, Hydrogen α, X-Ray, Astrophoto, Sky Map, Articles and images